# David del Castillo
David del Castillo, eigentlich David de Ante y García del Castillo (* um 1865; † 1928 in Deuil-la-Barre) war ein spanischer Gitarrist, Komponist und Musikpädagoge.

## Leben
David del Castillo lebte im französischen Exil. In Paris studierte er Gitarre bei Miguel Llobet. Er gab regelmäßig Konzerte und komponierte einige Werke u. a. 14 Solostücke für Gitarre, darunter die Romance Anónimo. Die Autorschaft dieses Stückes steht jedoch in Frage, da auch andere Gitarrenkomponisten wie Antonio Rubira, Francisco Tárrega, Fernando Sor, Daniel Fortea, Miguel Llobet, Vicente Gómez, Narciso Yepes und Andrés Segovia in Frage kommen.
Del Castillo war der Besitzer einer Gitarre von Antonio de Tórres, die er 1927 für 100 000 Francs verkaufte.
Er lebte lange Zeit in seiner Wahlheimat Paris und starb nach langem, schwerem Leiden in Deuil-la-Barre (bei Paris).